# Topolovica (Vrbovsko)
Topolovica je naselje u Hrvatskoj u sastavu Grada Vrbovskog. Nalazi se u Primorsko-goranskoj županiji.

## Zemljopis
Zapadno su Bunjevci, sjeverozapadno su Tomići i Radigojna, jugoistočno su Vukelići, Nikšići, Dokmanovići, Jakšići, Dragovići, Moravice,Žakule, Tići, Mlinari i Radoševići, južno-jugoistočno su Vučinići, jugoistočno su Međedi.

## Stanovništvo
| broj stanovnika | 41    | 43    | 49    | 30    | 32    | 35    | 47    | 52    | 39    | 38    | 32    | 19    | 12    | 6     | 5     | 3     | 2     |
|                 | 1857. | 1869. | 1880. | 1890. | 1900. | 1910. | 1921. | 1931. | 1948. | 1953. | 1961. | 1971. | 1981. | 1991. | 2001. | 2011. | 2021. |